# Zennor Head
Zennor Head är en udde i Storbritannien.   Den ligger i riksdelen England, i den södra delen av landet, 400 km väster om huvudstaden London.
Terrängen inåt land är huvudsakligen kuperad, men åt nordost är den platt. Havet är nära Zennor Head åt nordväst. Runt Zennor Head är det ganska tätbefolkat, med 207 invånare per kvadratkilometer. Närmaste större samhälle är St. Ives, 6,3 km öster om Zennor Head. Trakten runt Zennor Head består i huvudsak av gräsmarker.